# FK Žalgiris
FK Žalgiris Vilnius, celým názvem Futbolo klubas Žalgiris Vilnius, je litevský fotbalový klub z města Vilnius. Klubové barvy jsou zelená a bílá. Domácí zápasy hraje Žalgiris na LFF stadionas (Liepkalnio g. 13/2) pro 5067 diváků.
Název klubu pochází ze slov „žalia giria“ („zelený les“) a odkazuje k vítězství Litevců v bitvě u Grunwaldu 15. července 1410.
Byl jediným litevským týmem, který výrazně uspěl již v nejvyšší lize Sovětského svazu, jeho nejlepším umístěním v této lize bylo třetí místo v roce 1987, které mu zajistilo také historicky první start v evropských pohárech. Hráči klubu Arvydas Janonis a Arminas Narbekovas vyhráli se sovětským týmem olympijský turnaj v roce 1988.
Po osamostatnění Litvy se třikrát stal mistrem A Lygy (1991, 1992, 1999) a osmkrát vyhrál litevský pohár (1991, 1993, 1994, 1997, 2003, 2012, 2013, 2014). Roku 2009 klub zasáhla větší ekonomická krize a musel začít pod novým názvem znovu, z druhé ligy, do níž byl přeřazen. Ihned se však probojoval zpět do nejvyšší soutěže a stále obsazuje přední příčky v litevské 1. lize, takže je pravidelným účastníkem evropských pohárů.

## Historické názvy
- 1947 – FK Dinamo Žalgiris
- 1948 – FK Spartak Žalgiris
- 1962 – FK Žalgiris
- 1993 – Žalgiris EBSW
- 1993 – FK Žalgiris
- 2009 – VMFD Žalgiris
- 2015 – FK Žalgiris

## Úspěchy
- A lyga (11×)
  - 1991, 1992, 1999, 2013, 2014, 2015, 2016, 2020, 2021, 2022, 2024
- Litevský fotbalový pohár (14×)
  - 1991, 1993, 1994, 1997, 2003, 2012, 2013, 2014, 2015, 2016 (v), 2016 (o), 2018, 2021, 2022
- Litevský Superpohár (8×)
  - 2003, 2013, 2014, 2015, 2016, 2017, 2020, 2023

## Sezóny

### VMFD Žalgiris
| Sezóny | Div. | Liga       | Misto | Zdroje |        |
| ------ | ---- | ---------- | ----- | ------ | ------ |
| 2009   | 2.   | Pirma lyga | 6.    | [ 3 ]  | Postup |
| 2010   | 1.   | A lyga     | 3.    | [ 4 ]  |        |
| 2011   | 1.   | A lyga     | 2.    | [ 5 ]  |        |
| 2012   | 1.   | A lyga     | 2.    | [ 6 ]  |        |
| 2013   | 1.   | A lyga     | 1.    | [ 7 ]  |        |
| 2014   | 1.   | A lyga     | 1.    | [ 8 ]  |        |

### FK Žalgiris
| Sezóny | Div. | Liga   | Misto | Zdroje |
| ------ | ---- | ------ | ----- | ------ |
| 2015   | 1.   | A lyga | 1.    | [ 9 ]  |
| 2016   | 1.   | A lyga | 1.    | [ 10 ] |
| 2017   | 1.   | A lyga | 2.    | [ 11 ] |
| 2018   | 1.   | A lyga | 2.    | [ 12 ] |
| 2019   | 1.   | A lyga | 2.    | [ 13 ] |
| 2020   | 2.   | A lyga | 1.    | [ 14 ] |
| 2021   | 1.   | A lyga | 1.    | [ 15 ] |
| 2022   | 1.   | A lyga | 1.    | [ 16 ] |
| 2023   | 1.   | A lyga | 2.    | [ 17 ] |
| 2024   | 1.   | A lyga | 1.    | [ 18 ] |
| 2025   | 1.   | A lyga | .     | [ 19 ] |

## Soupiska
Aktuální ke 13. 5. 2025
| Číslo |         | Pozice | Hráč               |
| ----- | ------- | ------ | ------------------ |
| 4     | Nigérie | O      | Nelson Abiam       |
| 22    | Litva   | Z      | Ovidijus Verbickas |

| Číslo |         | Pozice | Hráč                  |
| ----- | ------- | ------ | --------------------- |
| 28    | Litva   | B      | Kristupas Menčiūnas   |
| 95    | Litva   | B      | Gaudentas Ralys       |
| 17    | Litva   | Z      | Giedrius Matulevičius |
| 71    | Srbsko  | Z      | Nemanja Mihajlović    |
| 99    | Litva   | Z      | Gustas Jarusevičius   |
|       | Švédsko | Z      | Dino Salčinovic ✔️    |
|       | Litva   | Z      | Nedas Klimavičius ✔️  |

## Bývalí trenéři
- Mindaugas Čepas (2008 – 2009)
- Igoris Pankratjevas (2009 – 2010)
- Vitalijus Stankevičius (2011 – 2011)
- Damir Petravić (2012 – 2012)
- Marek Zub (2012 – 2014)
- Valdas Dambrauskas (2014 – 2017)[20][21]
- Aljaksandr Brazevič (2017)[22]
- Aurelijus Skarbalius (2017 –)
- Valdas Urbonas (2018 –)
- Marek Zub (13 Jan 2019 –) [23]
- João Luís Martins (Jul 2019 – Nov 2019)[24]
- Aliaksei Baga (19 Jan 2020 - 2020)[25]
- Vladimir Čeburin, (2021– ..)